# علی‌اکبر آقایی مغانجویی
علی‌اکبر آقایی مغانجوقی  (زاده ۱۳۲۶ سلماس، درگذشت ۲۰ فروردین ۱۳۹۴ تهران بر اثر بیماری، نماینده اصولگرای سلماس در مجلس ششم، هفتم، هشتم و نهم و عضو کمیسیون عمران مجلس شورای اسلامی و عضو گروه دوستی پارلمانی ایران و ترکیه بود.

## فعالیت‌ها
- معاون حقوقی وزارت راه؛
- معاونت اداری و مالی وزارت راه؛
- کارشناس‌ ارشد نهاد ریاست‌جمهوری؛
- بازرس ویژه وزیر راه و ترابری؛
- معاون بودجه و امور مجلس وزارت راه؛
- معاون حقوقی و امور مجلس وزارت راه؛
- نمایندهٔ مردم شهرستان سلماس در مجلس ششم، هفتم، هشتم و نهم